# داء البورليات العصبي
نيوروبوريليوسيس هو التهاب أو مرض ناجم عن عدوى الجهاز العصبي المركزي من قبل عضو من جنس بوريليا. وكثيرا ما يكون ذلك في مرحلة متأخرة من عملية المرض، ولا سيما في الأشخاص الذين يعانون من نقص المناعة، كالذين يعانون من نقص المناعة المكتسبة أو الإيدز.